# Перфугас
Перфугас (итал. Perfugas) — коммуна в Италии, располагается в регионе Сардиния, подчиняется административному центру Сассари.
Население составляет 2488 человек, плотность населения составляет 41,27 чел./км². Занимает площадь 60,29 км². Почтовый индекс — 7034. Телефонный код — 079.
Покровительницей коммуны почитается Пресвятая Богородица (Santa Maria degli Angeli), празднование 2 августа.